# Anders Mårtensson (ryttare)
Anders Mårtensson, född 17 februari 1893 i Södra Sandby, död 17 juli 1973 i Skövde, var en svensk ryttare.
Han blev olympisk bronsmedaljör 1920.